# 589

## Esdeveniments
- Regne de Toledo: Recared i els visigots es converteixen al catolicisme en el tercer Concili de Toledo.
- Els francs del Regne de Borgonya evaeixen la Septimania. El dux de Lusitania, Claudi, repeleix la incursió franca en territori visigot
- Xina: Instauració de la Dinastia Sui
- Concili de Narbona